# Niewiadów
Niewiadów – wieś w Polsce położona w województwie łódzkim, w powiecie tomaszowskim, w gminie Ujazd.
Wieś szlachecka położona była w drugiej połowie XVI wieku w powiecie rawskim ziemi rawskiej województwa rawskiego.
W latach 1954–1972 wieś należała i była siedzibą władz gromady Niewiadów. W latach 1975–1998 miejscowość administracyjnie należała do województwa piotrkowskiego.
W miejscowości działało Państwowe Gospodarstwo Rolne.
W Osiedlu Niewiadów znajdują się Zakłady Sprzętu Precyzyjnego „Niewiadów” oraz klub piłkarski (założony w 1952 roku), Stal Niewiadów.